# Левченко Іван Нестерович
Левченко Іван Нестерович (18 січня 1916, Київ — 10 червня 2001, Київ, Україна) — радянський і український кінорежисер.

## Біографія
Закінчив акторсько-режисерський факультет Київського музично-драматичного інституту ім. М. Лисенка (1937).
Учасник Німецько-радянської війни.
З 1937 р. — асистент режисера і другий режисер Київської кіностудії художніх фільмів.
Багато працював у галузі дублювання.
Нагороджений двома орденами Червоної Зірки, Червоного Прапора, Вітчизняної війни І і II ст., медалями.
Був членом Національної спілки кінематографістів України (1963).

## Фільмографія
Асистент режисера:
- «Я люблю» (1937)
- «Велике життя» (1939)
- «Олександр Пархоменко» (1940)
- «П'ятий океан» (1940)
- «Подвиг розвідника» (1947)
- «Третій удар» (1950)
- «В мирні дні» (1950)
- «Тарас Шевченко» (1951)
- «Нерозлучні друзі» (1952)
- «Мартин Боруля» (1953)
- «Зірки на крилах» (1955, у співавт.)

Другий режисер:
- «Над Черемошем» (1954)
- «Безвісти зниклий» (1956, немає в титрах)
- «Шляхи і долі» (1957)
- «Сашко» (1958)
- «Під Золотим орлом» (1959)
- «Артист із Коханівки» (1961)
- «Між добрими людьми» (1962)
- «Наймичка» (1963) та ін.